# Turanogonia klapperichi
Turanogonia klapperichi là một loài ruồi trong họ Tachinidae.